# Яминское сельское поселение
Яминское сельское поселение — муниципальное образование в составе Алексеевского района Волгоградской области.
Административный центр — хутор Яминский.

## География
Сельское поселение располагается в чернозёмно-степной зоне южных и обыкновенных чернозёмов. Протекает небольшая река Бузулук. На территории поселения располагаются крупнейшие залежи строительного песка.

## Население
| 2010  | 2012  | 2013  | 2014  | 2015  | 2016  | 2017  |
| ----- | ----- | ----- | ----- | ----- | ----- | ----- |
| 1567  | ↘1544 | ↘1529 | ↘1501 | ↘1485 | ↘1453 | ↘1451 |
| 2018  | 2019  | 2020  | 2021  |       |       |       |
| ↘1438 | ↘1417 | ↘1399 | ↘1384 |       |       |       |

## Состав сельского поселения
| № | Населённый пункт | Тип населённого пункта        | Население |
| - | ---------------- | ----------------------------- | --------- |
| 1 | Кочкаринский     | хутор                         | 175       |
| 2 | Яминский         | хутор, административный центр | ↘1529     |

## Экономика

### Транспорт
Яминское сельское поселение располагается вблизи от федеральной автомобильной трассы «М-6» «Москва—Волгоград» и железнодорожной станции Филоново, Приволжской железной дороги. От автомотрассы «М-6» и железнодорожной станции к хутору Яминскому проложена асфальтированная дорога.